# Harvey Malaihollo
Harvey Benyamin Malaihollo (ur. 3 maja 1962 w Dżakarcie) – indonezyjski piosenkarz.
Rozpoznawalność zyskał w latach 80. XX wieku. Jego twórczość spotkała się także z uznaniem odbiorców w Malezji.
W latach 1975 i 1976 został zwycięzcą lokalnego konkursu Bintang Radio dan Televisi. Następnie występował na festiwalach piosenki popularnej w Indonezji. Kolejne sukcesy odniósł na zagranicznych festiwalach muzycznych, m.in. Golden Kite World Song Festival w Kuala Lumpur (Best Performer, 1984), World Popular Song Festival w Tokio (Best Performer, 1986) i ASEAN Pop Song Festival w Singapurze (Best Singer, 1988).
23 marca 2011 r. otrzymał nagrodę Nugraha Bhakti Musik Indonesia (NBMI) od stowarzyszenia PAPPRI (Persatuan Artis Penyanyi, Pencipta Lagu, dan Penata Musik Rekaman Indonesia).

## Dyskografia (wybór)
Źródło:
Albumy
- Harvey Malaihollo Vol 1 – Derita Hati
- Sudah Kubilang
- Coklat Susu
- Senja Dibatas Kota
- Taragak
- Aku Begini Kau Begitu
- Mau Tak Mau
- Kugapai Hari Esok
- Pengertian
- Hidup Yang Sepi
- Tetaplah Bersamaku
- Begitulah Cinta
- Reflections Of Harvey Malaihollo – Greatest Hits 1987 – 2007
- Memory Masa Lalu